# Earl Foster Thomson
Lieutenant Earl Foster Thomson, detto Tommy (Cleveland, 14 agosto 1900 – Santa Barbara, 5 luglio 1971), è stato un cavaliere statunitense.

## Palmarès
Olimpiadi
- 5 medaglie:
  - 2 ori (concorso completo a squadre a Los Angeles 1932, concorso completo a squadre a Londra 1948)
  - 3 argenti (concorso completo individuale a Los Angeles 1932, concorso completo individuale a Berlino 1936, dressage a squadre a Londra 1948).